# Umm Qasr
Umm Qasr (arabisch أم قصر, DMG Umm Qaṣr; Alternativschreibweise Umm Kasr) ist eine Hafenstadt im Irak. Sie hat 107.620 Einwohner (Stand 1. Januar 2005).

## Geografische Lage
Die Stadt liegt im Westen der Halbinsel Fau am Persischen Golf, an einer schmalen Bucht, deren gegenüberliegendes Ufer zu Kuwait gehört. Der genaue Grenzverlauf in der Bucht ist umstritten. Es gibt ein gleichnamiges Dorf in Kuwait, auf der anderen Seite der Grenze. 

## Geschichte
Ehemals ein kleiner Fischerhafen, wurde der Hafen nach der irakischen Revolution von 1958 zu einem Militärhafen und einem Überseehafen mit modernen Hafenanlagen ausgebaut.
Im Ersten Golfkrieg von 1980 bis 1988 zwischen dem Iran und dem Irak bekam Umm Qasr eine besondere Bedeutung, da die anderen Häfen des Irak im Schatt al-Arab für den Irak nicht mehr nutzbar waren. Im Dritten Golfkrieg 2003 war die Stadt eines der Angriffsziele der amerikanischen, britischen sowie polnischen Truppen. Das US-amerikanische Gefangenenlager Camp Bucca befand sich in der Nähe der Stadt.

## Infrastruktur
Der Hafen von Umm Qasr ist der einzige Tiefwasserhafen des Iraks.
Hierhin zweigt eine 52 km lange Anschlussstrecke der Bahnstrecke Bagdad–Basra ab, die nur im Güterverkehr bedient wird.